# Arthur Lonergan
Arthur Lonergan (* 23. Januar 1906 in New York, Vereinigte Staaten; † 23. Januar 1989 in Los Angeles) war ein US-amerikanischer Filmarchitekt.

## Leben
Lonergan hatte die Columbia University besucht und arbeitete mehrere Jahre als Dozent für Architektur-Geschichte an der New York University. Nebenbei war er auch noch als Architekt an der New York School of Decoration and Design tätig. 
Seine Filmlaufbahn startete er im Jahre 1938 als Illustrator bei der MGM. 1945 etablierte sich Arthur Lonergan als freischaffender Filmarchitekt. In diesem Bereich entwarf er die kommenden 25 Jahre Bauten für konventionelle Unterhaltungsfilmproduktionen. Bemerkenswert waren einige seiner Kulissen für Science-Fiction-Stoffe. In diesem Genre kreierte er die bemerkenswerte außerirdische Planetenwelt im 50er-Jahre-Klassiker Alarm im Weltall. Für seine Bauten zu dem Hollywoodmelodram … denn keiner ist ohne Schuld wurde er 1967 für den Oscar nominiert. Neben seiner Tätigkeit für das Kino designte Lonergan die Dekorationen zu diversen Folgen amerikanischer Fernsehserien, darunter The Loretta Young Show, The Falcon, Topper, Life of Riley und Alfred Hitchcock Presents.
Arthur Lonergan war zeitweise (1952–54) Präsident der Society of Motion Picture Art Directors und diente, nach seinem Rückzug aus dem Filmgeschäft im Jahre 1971, als Gestaltungsberater beim Disney-Themenpark in Japan. Arthur Lonergan starb an seinem 83. Geburtstag.

## Filmografie (Auswahl)
- 1946: Black Beauty
- 1947: Die Bestie von Shanghai (Intrigue)
- 1947: Song of My Heart
- 1948: Der Menschenfresser von Kumaon (Man-Eater of Kumaon)
- 1948: Pitfall
- 1949: Aufruhr in Marokko (Outpost in Morocco)
- 1949: Mrs. Mike
- 1950: The Magnificent Yankee
- 1950: Die Todesschlucht von Arizona (The Cariboo Trail)
- 1950: Grund zur Aufregung (Cause for Alarm!)
- 1950: Mein Leben gehört mir (A Life of Her Own)
- 1951: Hübsch, jung und verliebt (Rich, Young and Pretty)
- 1951: Der Mann in Schwarz (The Man with a Cloak)
- 1951: It’s a Big Country
- 1952: Verkauft und verraten (The Sellout)
- 1952: Holiday For Sinners
- 1952: Verwegene Gegner (Ride Vaquero)
- 1953: Theaterfieber
- 1954: Vorwiegend heiter (It’s Always Fair Weather)
- 1955: Die zarte Falle (The Tender Trap)
- 1956: Alarm im Weltall
- 1956: Menschenraub (Ransom)
- 1956: Revolvermänner (Gun Brothers)
- 1957/58: The Life of Riley (TV-Serie)
- 1958/59: The Restless Gun (TV-Serie)
- 1959: Alfred Hitchcock Presents
- 1960: M Squad (TV-Serie)
- 1960: The Tall Man (TV-Serie)
- 1960: General Pfeifendeckel
- 1961: Der Bürotrottel
- 1961: Meine Geisha
- 1962: Immer nur deinetwegen (Who’s Got the Action)
- 1962: Eine neue Art von Liebe (A New Kind of Love)
- 1963: Wer hat in meinem Bett geschlafen? (Who’s Been Sleeping in My Bed)
- 1963: Strandparty bei Mondschein (For Those Who Think Young)
- 1964: Notlandung im Weltraum (Robinson Crusoe on Mars)
- 1964: Cowboy-Melodie (Tickle Me)
- 1964: Billie
- 1964: Revolverhelden von Fall-River (Young Fury)
- 1965: Rote Linie 7000
- 1965: … denn keiner ist ohne Schuld
- 1966: Die Bankräuber-Bande (The Caper of the Golden Bulls)
- 1966: Good Times
- 1967: Deine, meine, unsere
- 1968: Der türkisfarbene Bikini (How Sweet It Is)
- 1968: Che!
- 1969: M*A*S*H
- 1970: Beyond the Valley of the Dolls
- 1970: Hotelgeflüster (Plaza Suite)
- 1971: The Todd Killings